# Perdita excellens
Perdita excellens är en biart som beskrevs av Timberlake 1958. Perdita excellens ingår i släktet Perdita och familjen grävbin. Inga underarter finns listade i Catalogue of Life.